# Halowe Mistrzostwa Świata w Lekkoatletyce 1993 – bieg na 60 m przez płotki mężczyzn
Bieg na 60 m przez płotki mężczyzn – jedna z konkurencji rozgrywanych podczas halowych mistrzostw świata w lekkoatletyce w 1993. Eliminacje, półfinały oraz finał odbyły się 13 marca.
Do eliminacji zgłoszonych zostało 28 zawodników z 22 państw.
Zawody w tej konkurencji wygrał reprezentant Kanady Mark McKoy. Drugą pozycję zajął zawodnik z Wielkiej Brytanii Colin Jackson, trzecią zaś reprezentujący Stany Zjednoczone Tony Dees.

## Wyniki

### Eliminacje
Źródło: 
Bieg 1
| Miejsce | Zawodnik              | Państwo           | Wynik | Uwagi |
| ------- | --------------------- | ----------------- | ----- | ----- |
| 1.      | Tony Dees             | Stany Zjednoczone | 7,56  |       |
| 2.      | Li Tong               | Chiny             | 7,70  | AR    |
| 3.      | Igor Kováč            | Słowacja          | 7,76  |       |
| 4.      | Thomas Kearns         | Irlandia          | 7,82  |       |
| 5.      | Jiří Hudec            | Czechy            | 7,84  |       |
| 6.      | Antti Haapakoski      | Finlandia         | 7,87  |       |
| 7.      | Gaute Melby Gundersen | Norwegia          | 8,07  |       |

Bieg 2
| Miejsce | Zawodnik       | Państwo           | Wynik | Uwagi |
| ------- | -------------- | ----------------- | ----- | ----- |
| 1.      | Colin Jackson  | Wielka Brytania   | 7,49  |       |
| 2.      | Gheorghe Boroi | Rumunia           | 7,74  |       |
| 3.      | Herwig Röttl   | Austria           | 7,83  |       |
| 4.      | Arthur Blake   | Stany Zjednoczone | 7,91  |       |
| 5.      | Guntis Peders  | Łotwa             | 7,91  |       |
| 6.      | Kai Kyllönen   | Finlandia         | 7,98  |       |
| 7.      | Carlos Sala    | Hiszpania         | 8,04  |       |

Bieg 3
| Miejsce | Zawodnik           | Państwo                       | Wynik | Uwagi |
| ------- | ------------------ | ----------------------------- | ----- | ----- |
| 1.      | Mark McKoy         | Kanada                        | 7,55  |       |
| 2.      | Siergiej Usow      | Białoruś                      | 7,71  |       |
| 3.      | Dietmar Koszewski  | Niemcy                        | 7,81  |       |
| 4.      | Henry Andrade      | Republika Zielonego Przylądka | 7,82  | NR    |
| 5.      | Sébastien Thibault | Francja                       | 7,91  |       |
| 6.      | Andrew Tulloch     | Wielka Brytania               | 7,97  |       |
| 7.      | Stelios Bismbas    | Grecja                        | 8,00  |       |

Bieg 4
| Miejsce | Zawodnik            | Państwo  | Wynik | Uwagi |
| ------- | ------------------- | -------- | ----- | ----- |
| 1.      | Florian Schwarthoff | Niemcy   | 7,65  |       |
| 2.      | Emilio Valle        | Kuba     | 7,72  |       |
| 3.      | Igors Kazanovs      | Łotwa    | 7,73  |       |
| 4.      | Tim Kroeker         | Kanada   | 7,81  |       |
| 5.      | Alain Cuypers       | Belgia   | 7,86  |       |
| 6.      | Aleksandr Markin    | Rosja    | 7,90  |       |
| 7.      | Mauricio Carranza   | Salwador | 8,68  | NR    |

### Półfinały
Źródło: 
Bieg 1
| Miejsce | Zawodnik            | Państwo         | Wynik | Uwagi |
| ------- | ------------------- | --------------- | ----- | ----- |
| 1.      | Colin Jackson       | Wielka Brytania | 7,58  |       |
| 2.      | Florian Schwarthoff | Niemcy          | 7,61  |       |
| 3.      | Igors Kazanovs      | Łotwa           | 7,62  |       |
| 4.      | Gheorghe Boroi      | Rumunia         | 7,72  |       |
| 5.      | Li Tong             | Chiny           | 7,76  |       |
| 6.      | Herwig Röttl        | Austria         | 7,82  |       |
| 7.      | Jiří Hudec          | Czechy          | 7,83  |       |
| 8.      | Tim Kroeker         | Kanada          | 7,89  |       |

Bieg 2
| Miejsce | Zawodnik          | Państwo                       | Wynik | Uwagi |
| ------- | ----------------- | ----------------------------- | ----- | ----- |
| 1.      | Mark McKoy        | Kanada                        | 7,44  | =     |
| 2.      | Tony Dees         | Stany Zjednoczone             | 7,48  |       |
| 3.      | Siergiej Usow     | Białoruś                      | 7,65  |       |
| 4.      | Emilio Valle      | Kuba                          | 7,74  |       |
| 5.      | Henry Andrade     | Republika Zielonego Przylądka | 7,75  | NR    |
| 6.      | Dietmar Koszewski | Niemcy                        | 7,81  |       |
| 7.      | Igor Kováč        | Słowacja                      | 7,84  |       |
| 8.      | Thomas Kearns     | Irlandia                      | 7,89  |       |

### Finał
Źródło: 
| Miejsce | Zawodnik            | Państwo           | Wynik | Uwagi |
| ------- | ------------------- | ----------------- | ----- | ----- |
| 01 !    | Mark McKoy          | Kanada            | 7,41  | CR    |
| 02 !    | Colin Jackson       | Wielka Brytania   | 7,43  |       |
| 03 !    | Tony Dees           | Stany Zjednoczone | 7,43  | PB    |
| 4.      | Florian Schwarthoff | Niemcy            | 7,54  |       |
| 5.      | Igors Kazanovs      | Łotwa             | 7,55  |       |
| 6.      | Gheorghe Boroi      | Rumunia           | 7,72  |       |
| 7.      | Emilio Valle        | Kuba              | 7,74  |       |
| 8.      | Siergiej Usow       | Białoruś          | 7,90  |       |